# Orlea
Orlea is een Roemeense gemeente in het district Olt.
Orlea telt 2702 inwoners.